# Floating ground
Floating ground (FG) — т. н. «плавающая земля».
Большинство электрических цепей имеют заземление, которое электрически связано с Землёй, отсюда и название «земля». Земля считается плавающей, когда этого соединения не существует.
Проводники также описываются как имеющие плавающее напряжение, если они не подключены электрически к другому неплавающему (заземлённому) проводнику. Без такого соединения напряжения и токи индуцируются электромагнитными полями или накоплением заряда внутри проводника, а не являются следствием обычной внешней разности потенциалов источника питания.

## Практическое применение
Электрооборудование может быть спроектировано с плавающим заземлением по одной из нескольких причин. Один из них — безопасность. Например, источник питания постоянного тока низкого напряжения, такой как зарядное устройство для мобильного телефона, подключён к сети через трансформатор того или иного типа, и нет прямого электрического соединения между обратным током на стороне низкого напряжения и физическим. земля (земля). Обеспечение отсутствия электрического соединения между сетевым напряжением и низковольтной вилкой значительно упрощает гарантию безопасности источника питания. Это также позволяет зарядному устройству безопасно подключаться только к фазе и нейтрали, что позволяет использовать двухконтактную вилку в странах, где это необходимо. Ведь любой бытовой прибор с двухконтактной вилкой должен иметь плавающее заземление.
Другое применение — электронное испытательное оборудование.
Предположим, вы хотите измерить разность потенциалов 0,5 В между двумя проводами, которые имеют потенциал примерно 100 В по отношению к земле. Если ваше измерительное устройство должно быть подключено к земле, некоторые из его электронных компонентов должны будут иметь дело с разностью потенциалов 100 В. на своих выводах. Если все устройство плавает, его электроника будет видеть разницу только в 0,5 В, что позволяет использовать более тонкие компоненты, которые могут выполнять более точные измерения. Такие устройства часто работают от батарей.
Другие приложения включают в себя самолёты и космические корабли, где прямое соединение с Землёй физически невозможно во время полёта.

Пример, показывающий электронные приборы с питанием от сети с плавающей землёй.

В-третьих, плавающее заземление может помочь устранить Выравнивающий ток, что снижает шум, связанный с системой. Пример такой конфигурации показан на изображении справа. Системы, изолированные таким образом, могут дрейфовать по потенциалу, и если трансформатор способен выдавать большую мощность, они могут быть опасными. Это особенно вероятно, если плавающая система находится рядом с высоковольтными линиями электропередач. Чтобы снизить опасность поражения электрическим током, шасси оборудования обычно подключаются отдельно к заземлению.

## Безопасность
Плавающие заземления могут быть опасны, если они вызваны неправильным заземлением оборудования, которое было спроектировано с учётом заземления, потому что шасси может иметь потенциал, сильно отличающийся от потенциала любых ближайших организмов, которые затем получают удар электрическим током при прикосновении к нему. Телевизоры на шасси под напряжением, где заземление устройства получается путём выпрямления питающей сети, были распространены до 1990-х годов.
Открытые живые земли опасны. Они находятся под напряжением и при прикосновении могут убить конечных пользователей электрическим током. Гнёзда для наушников, устанавливаемые конечными пользователями на телевизоры, работающие под напряжением, особенно опасны, поскольку они не только часто бывают под напряжением, но и любое поражение электрическим током может пройти через голову пользователя. В наборах, которые имеют как разъём для наушников, так и корпус под напряжением, используется разделительный (изолирующий) трансформатор звука, чтобы сделать устройство безопасным.
Плавающее заземление может вызвать проблемы с аудиооборудованием, использующим разъёмы RCA (также иногда называемые «разъёмами для наушников»). С этими общими разъёмами сигнальный штырь подключается к земле, и 2 единицы оборудования могут иметь бо́льшую разницу между своими заземлениями, нежели требуется для насыщения аудиовхода. В результате подключение или отключение от сети при включённом питании может привести к очень громким шумам в динамиках. Если разница в напряжении заземления небольшая, она вызывает только гул и щелчки.
Устройство защитного отключения может быть включено в систему для уменьшения, но не устранения рисков, вызванных плавающим грунтом.